# Jannik Vestergaard
Jannik Vestergaard (Hvidovre, 3 de agosto de 1992) é um futebolista profissional dinamarquês que atua como zagueiro. Atualmente defende o Leicester City.

## Carreira
Em 13 de julho de 2018 foi anunciado como novo reforço do Southampton.

## Títulos
Leicester City
- EFL Championship: 2023-24

### Prêmios individuais
- Equipe do torneio do Campeonato Europeu Sub-21 de 2015[2]